# Krystyna (księżniczka holenderska)
Maria Krystyna, księżniczka Niderlandów, właśc.: Maria Christina, Prinses der Nederlanden, Prinses van Oranje-Nassau, Prinses van Lippe-Biesterfeld (ur. 18 lutego 1947 w Baarn, zm. 16 sierpnia 2019 w Hadze) – księżniczka Holandii, Oranje-Nassau i Lippe-Biesterfeld. Urodziła się jako Maria, lecz używała zdrobnienia Marijke. W 1963 roku postanowiła, że będzie używać imienia Christina.

## Życiorys
Urodziła się jako najmłodsza (czwarta) córka księżniczki Juliany, wtedy następczyni tronu, a potem królowej Holandii i jej męża księcia Bernharda. Jej najstarszą siostrą jest była królowa Holandii Beatrycze.
28 czerwca 1975 roku księżniczka Krystyna poślubiła Jorge Péreza y Guillermo i zrzekła się praw do tronu.
Para miała troje dzieci:
- Bernardo Federico Tomás Guillermo (ur. 17 czerwca 1977),
- Nicolás Daniel Mauricio Guillermo (ur. 6 lipca 1979),
- Juliana Edenia Antonia Guillermo (ur. 8 października 1981).

Księżniczka Krystyna i Jorge rozwiedli się w 1996 roku.

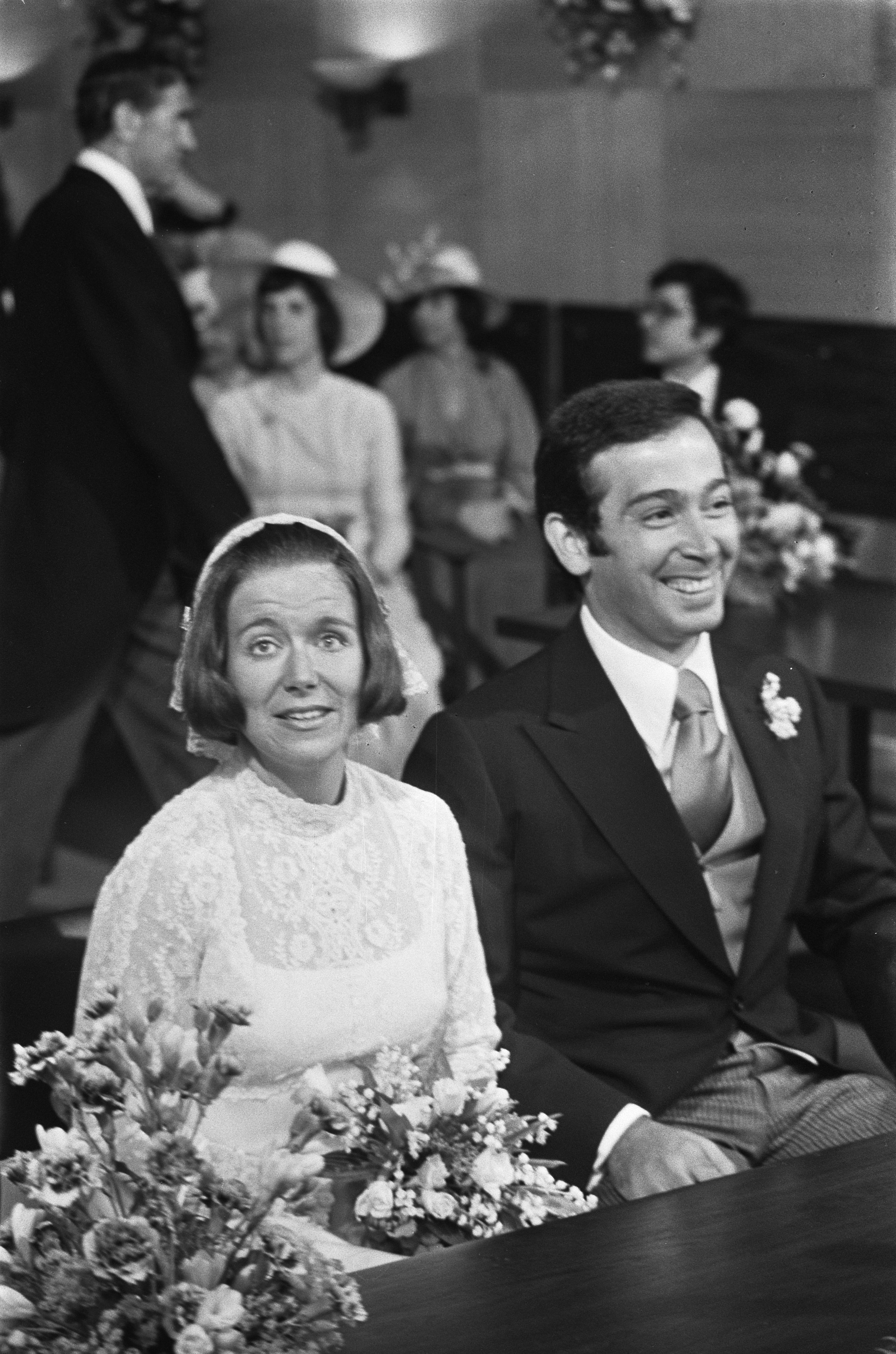
Ślub księżniczki Krystyny i Jorge Guillermo (1975)